# چام‌لی (هوپا)
چام‌لی (به لاتین: Çamlı، به ارمنی: Պիրոնիտ) یک منطقهٔ مسکونی در ترکیه است که در هوپا واقع شده‌است. چام‌لی ۴۸۰ نفر جمعیت دارد.